# Montusclat

Montusclat este o comună în departamentul Haute-Loire, Franța. În 2009 avea o populație de 129 de locuitori.